# Harry H. Eckstein
Harry H. Eckstein (Schotten, 26 de enero de 1924-Newport Beach, 22 de junio de 1999) fue un politólogo estadounidense. Fue un influyente estudioso de la política comparada y la cultura política, así como de los métodos de investigación cualitativa.

## Biografía

### Primeros años
Nació el 26 de enero de 1924 en Schotten, Alemania, en el seno de una familia judía, que fue perseguida durante el Holocausto. Llegó a Estados Unidos sin su familia a los 12 años, viviendo en Columbus, Ohio. Fue educado en la Universidad de Harvard con una beca, obteniendo una licenciatura summa cum laude en 1948, una maestría en 1950 y un doctorado en 1953. Sus años universitarios en Harvard fueron interrumpidos por el servicio en el ejército de los Estados Unidos durante la Segunda Guerra Mundial, donde sirvió en la Guerra del Pacífico y alcanzó el rango de sargento mayor. Sus padres no sobrevivieron a la guerra.

### Carrera
Enseñó en Harvard y luego durante 20 años en Princeton, tras lo cual se trasladó a la Universidad de California en Irvine, en 1980, donde ostentaba el título de Profesor Investigador Distinguido de Ciencias Políticas a su muerte. Enseñó en la Facultad de Ciencias Sociales de UC Irvine y fue el primer miembro del cuerpo docente de la universidad con el título de Profesor Distinguido.
En 1988, la revista Comparative Political Studies le dedicó un número especial. Según Gabriel A. Almond, "Pocos politólogos pueden afirmar haber realizado contribuciones tanto sustantivas como metodológicas tan significativas como Harry Eckstein". El ensayo de Eckstein de 1975 sobre "estudios de casos cruciales" se considera influyente en el diseño de la investigación en ciencias sociales.

### Vida personal
Vivió en el condado de Orange, California, y falleció allí el 22 de junio de 1999, a los 75 años. Estuvo casado cinco veces; sus primeros cuatro matrimonios terminaron en divorcio. Su único hijo, Jonathan Eckstein, es profesor de Ciencias de la Gestión y Sistemas de Información en la Universidad Rutgers.